# Großharras
Großharras osztrák mezőváros Alsó-Ausztria Mistelbachi járásában. 2021 januárjában 1107 lakosa volt. 

## Elhelyezkedése

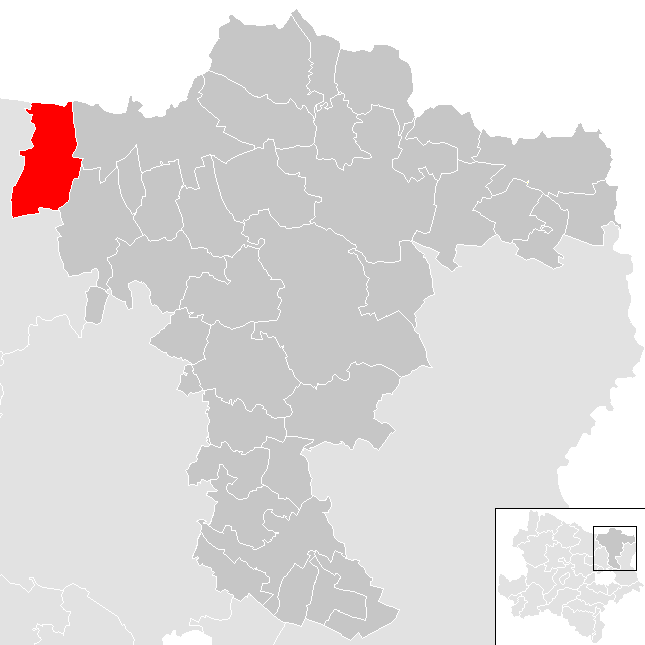
Großharras a Mistelbachi járásban

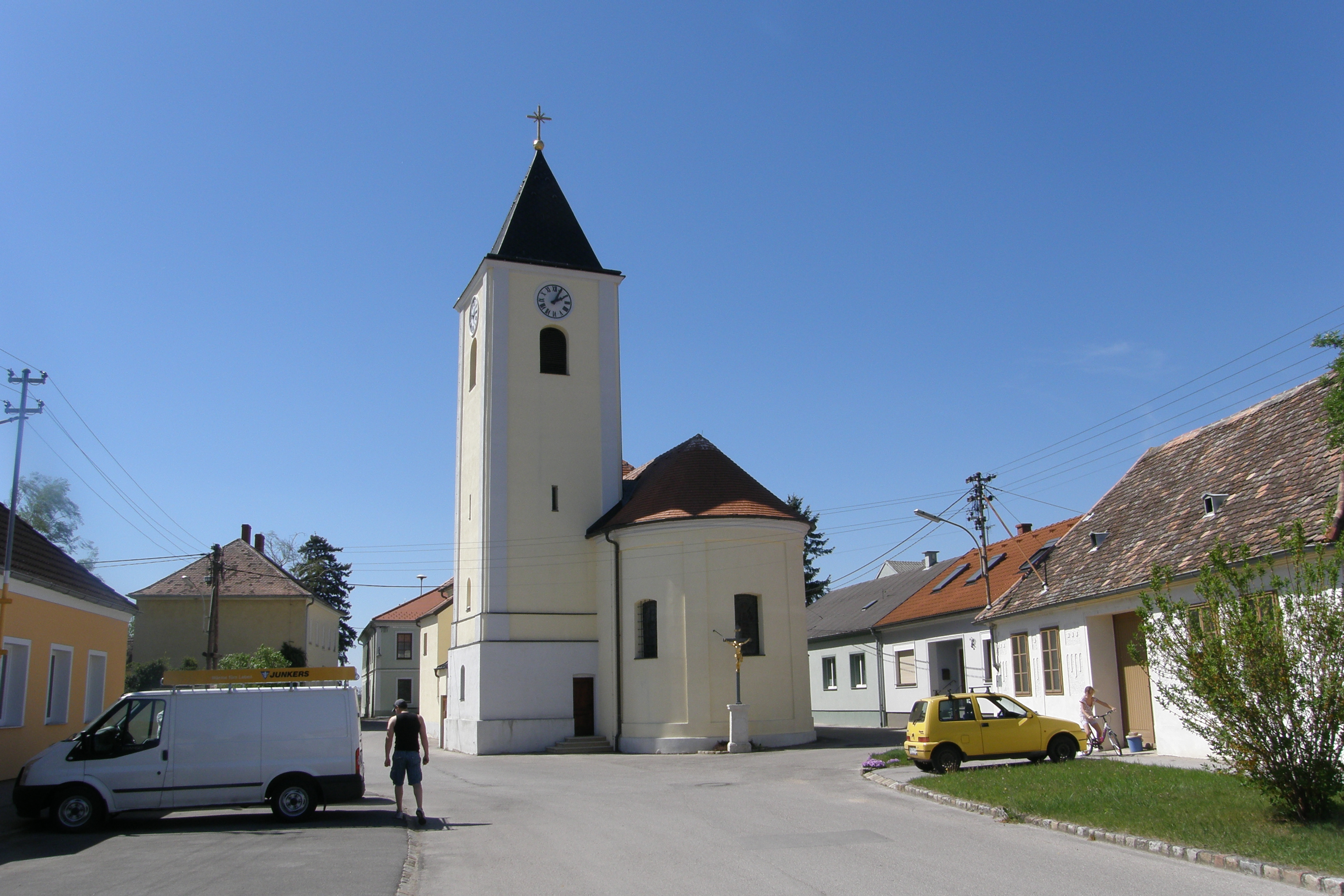
A zwingendorfi Szt. Lőrinc-templom

Großharras a tartomány Weinviertel régiójában fekszik a cseh határ mentén, a Weinvierteli-dombságon. Területének 2,6%-a erdő, 88,8% áll mezőgazdasági művelés alatt. Az önkormányzat 3 települést, illetve településrészt egyesít: Diepolz (153 lakos 2021-ben), Großharras (461) és Zwingendorf (493).
A környező önkormányzatok: keletre Laa an der Thaya, délkeletre Stronsdorf, délre Nappersdorf-Kammersdorf, nyugatra Mailberg, északnyugatra Seefeld-Kadolz, északra Jaroslavice (Csehország)

## Története
Großharrast először 1156-ban említik. Templomának felügyelete 1255-ből átkerült a seefeldi plébánostól a johannita lovagrend mailbergi templomához, így ma egyike annak az öt ausztriai templomnak amely a (ma már) máltai lovagrendhez tartozik. A határmenti települést az évszázadok során a csehek, a magyarok, a husziták is elfoglalták. A 16. század utolsó harmadában a lakosság többsége protestáns hitre tért át, így 1574-ben a lutheránus Leopold Zerer magisztert említik großharrasi iskolamesterként. A következő század során az ellenreformáció hatására ismét a katolikus vallás vált dominánssá. 
A 19. században a falu gyors fejlődésnek indult, bár 1836-ban és 1866-ban (ekkor az orosz-posztrák háború alatt a megszálló porosz csapatok hurcolták be) kolerajárvány szedett áldozatokat; 1858-ban, 1863-ban és 1871-ben pedig tűzvészek miatt pusztult el számos épület. A Monarchia szétesése után Großharras határmenti településsé vált, amit gazdasága erősen megsínylett, a lakosság pedig kezdett elvándorolni. A második világháború vége felé, 1944-ben magyar zsidókat vittek kényszermunkára a großharrasi gazdák földjeire. 

## Lakosság
A großharrasi önkormányzat területén 2021 januárjában 1107 fő élt. A lakosságszám 1890-ben érte el a csúcspontját 2555 fővel, azóta csökkenő tendenciát mutat. 2018-ban az ittlakók 97,4%-a volt osztrák állampolgár; a külföldiek közül 0,8% a régi (2004 előtti), 1,3% az új EU-tagállamokból érkezett. 2001-ben a lakosok 95,6%-a római katolikusnak, 3,7% pedig felekezeten kívülinek vallotta magát. Ugyanekkor a lakosság 99,3%-a volt német anyanyelvű. 
A népesség változása:

| 2016 | 1 117 |
| 2018 | 1 116 |

## Látnivalók
- a Szentháromság-plébániatemplom
- a zwingendorfi Szt. Lőrinc-plébániatemplom
- a 18. században állított Nepomuki Szt. János és Szt. Flórián-szobrok

## Híres großharrasiak
- Johanna Mikl-Leitner (1964-), politikus, tartományi kormányzó

## Fordítás
- Ez a szócikk részben vagy egészben  a   Großharras című német Wikipédia-szócikk ezen változatának fordításán alapul.  Az eredeti cikk szerkesztőit annak laptörténete sorolja fel. Ez a jelzés csupán a megfogalmazás eredetét és a szerzői jogokat jelzi, nem szolgál a cikkben szereplő információk forrásmegjelöléseként.